# Órgano de la Epístola de la catedral de Segovia

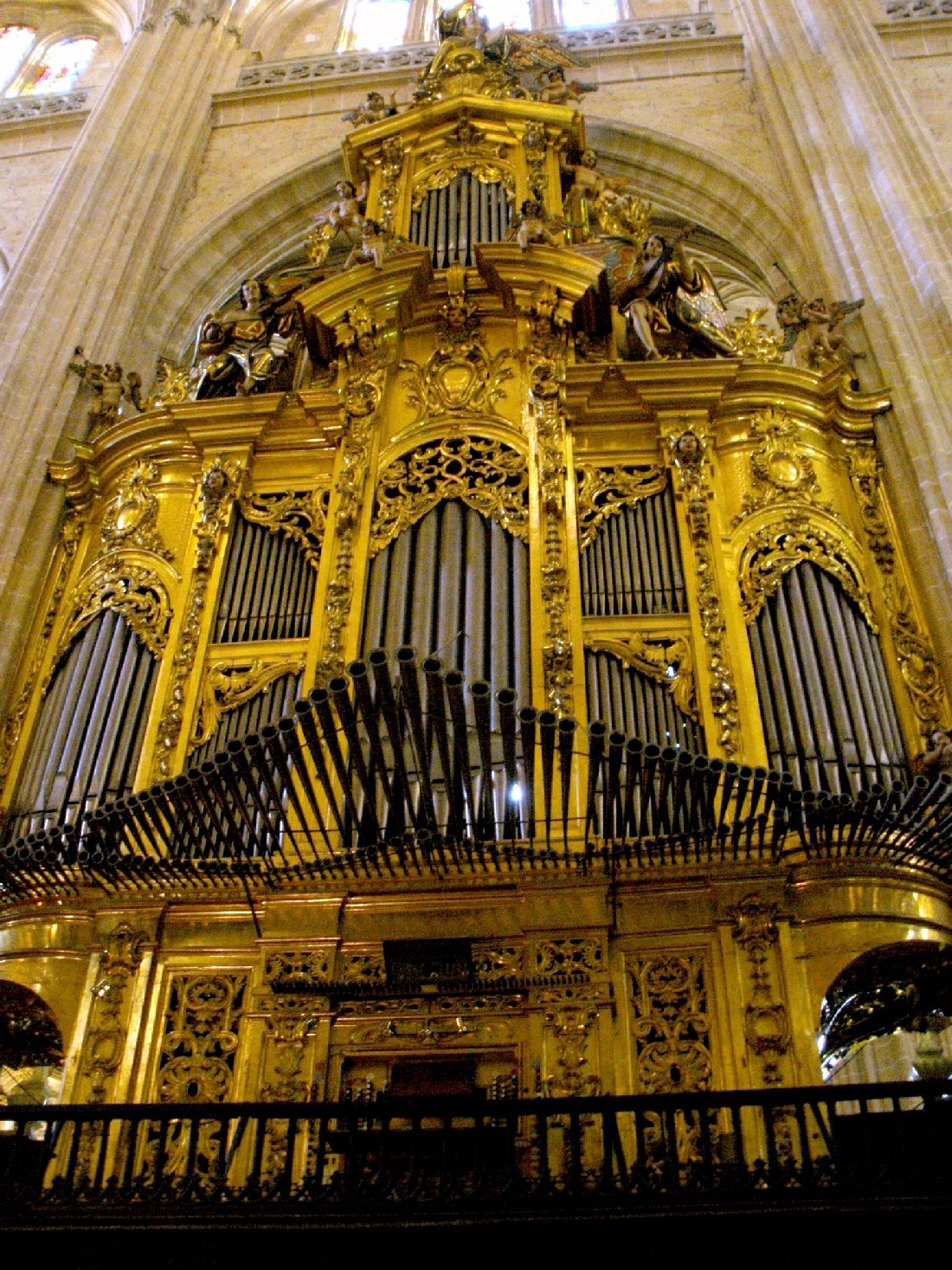
Órgano de la Epístola de la catedral de Segovia.

El órgano de la Epístola de la catedral de Segovia es uno de los órganos con los que cuenta la catedral de Segovia, y está situado en lado de la Epístola. Es obra del organista Pedro Liborna Echevarría, quien lo realizó en 1702, mientras que su caja fue realizada por Juan Maurat. 
Se trata de un instrumento musical extremadamente complejo en su mecánica, con 2.657 tubos, y se custodia en una caja tallada y policromada en oro, coronado por una imagen del arcángel San Gabriel tocando la trompeta. Fue restaurado en 1799 por el nieto del artífice, José Echevarría.
Fue restaurado en profundidad por el taller de hermanos Desmottes en 2011, a través de una subvención de 500.000 euros, de los cuales un 25% aportó la Diócesis de Segovia y el resto la Fundación del Patrimonio Histórico de Castilla y León. La compleja restauración se llevó a cabo a partir de la documentación histórica que se conserva de la pieza en el Archivo Catedralicio de Segovia.